# Zor Baarin
Zor Barin (tiếng Ả Rập: زور بعرين) là một ngôi làng Syria nằm ở phó huyện Awj ở huyện Masyaf, Hama. Theo Cục Thống kê Trung ương Syria (CBS), Zor Baarin có dân số 164 người trong cuộc điều tra dân số năm 2004.